# Onco Tattje

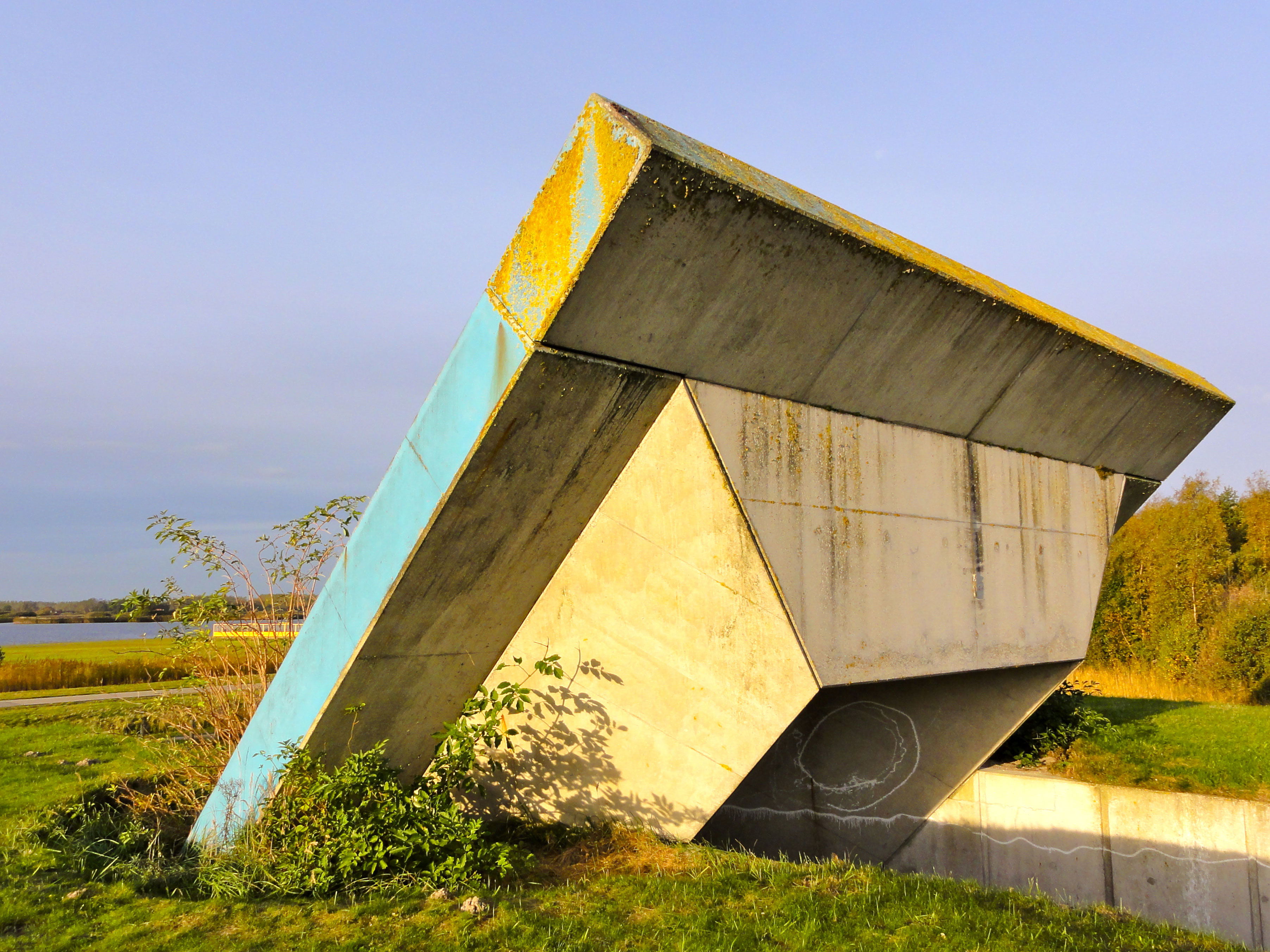
De Poort (Lauwersoog, 1996) (2010)

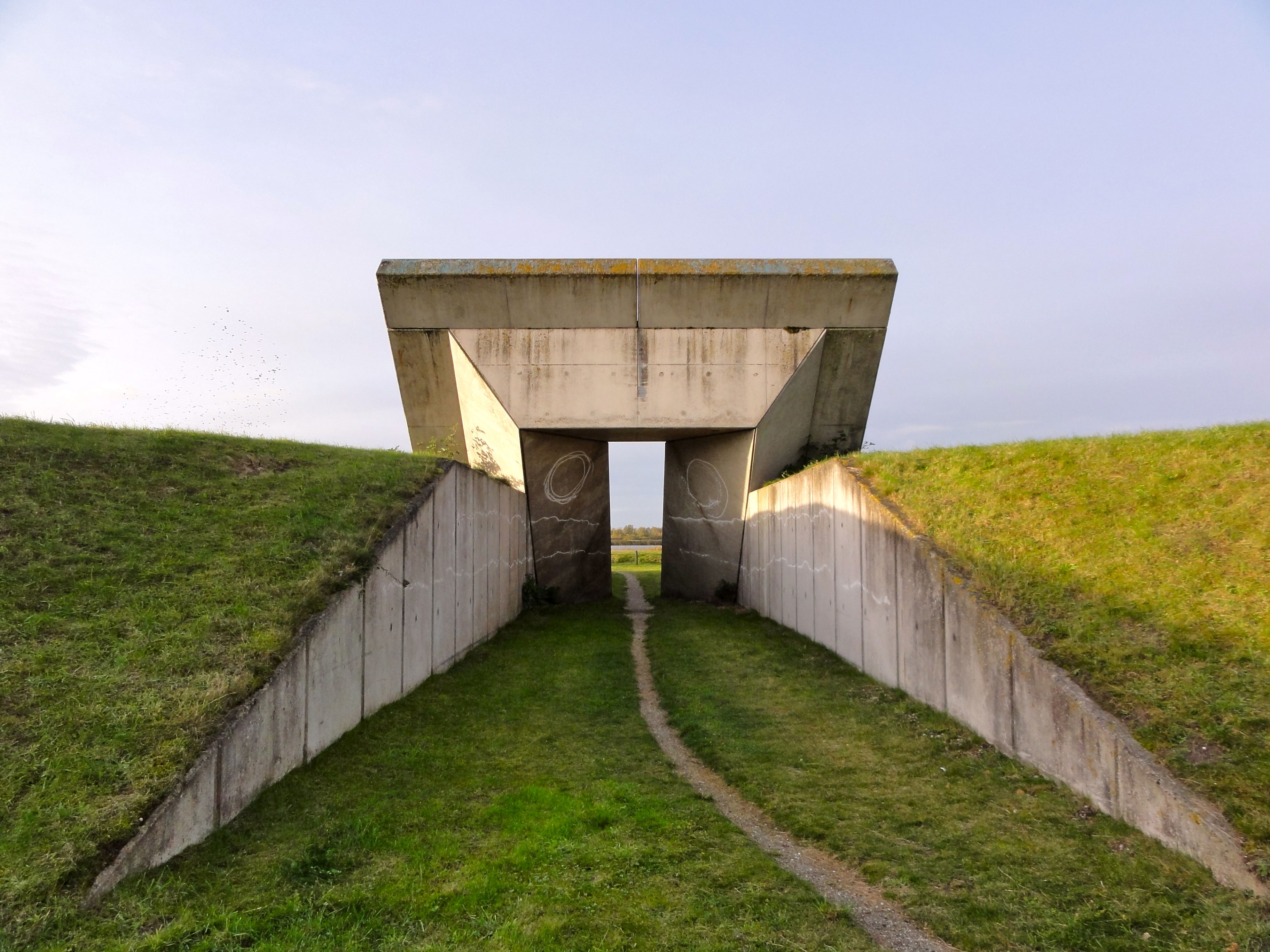
De Poort (Lauwersoog, 1996) (2010)

Onco Abel Pieter Tattje (Goirle, 13 september 1943 − 18 januari 2017) was een Nederlands beeldhouwer en vormgever.

## Biografie
Tattje volgde een opleiding aan de Academie voor Beeldende Kunsten Minerva te Groningen. In 1969 vestigde hij zich in Pieterburen. Hij wordt aangeduid als ruimtelijk vormgever. Hij werkte met hout en later met beton, en zijn werk wordt gekenmerkt door geometrische vormen. Hij kreeg onder andere de volgende opdrachten: Wachter (Eenrum, 1974), Grenspaal (Wildervank, 1988), Meander (Aurich, 1995) en De Poort (Lauwersoog, 1996). De Poort werd in opdracht van Rijkswaterstaat gemaakt toen deze zijn werkzaamheden aan het Lauwersmeergebied beëindigde en dat gebied overdroeg aan Staatsbosbeheer. Tattje overleed begin 2017 op 73-jarige leeftijd.